# José María Ascunce
José María Ascunce Elía (Beasáin, Guipúzcoa, 14 de septiembre de 1923- Pamplona, 24 de octubre de 1991) fue un pintor español, que forma parte de la «generación de pintores navarros nacidos en los años veinte y principios de los años treinta del siglo XX» donde también están César Muñoz Sola, Jesús Lasterra, José Mari Apezetxea, Patxi Buldáin, Miguel Ángel Echauri, José Antonio Eslava, Julio Martín-Caro y Javier Viscarret. Discípulo de Javier Ciga, que desarrolló su carrera artística y profesional en Navarra, primero en Corella, como profesor en la Escuela de Artes y Oficios, y años más tarde en la de Pamplona. En colaboración con Salvador Beunza e Isabel Baquedano, formaría a los integrantes de la llamada por José María Moreno Galván, Escuela de Pamplona, aportando nuevos aires de modernidad a varias generaciones de artistas, como Pedro Salaberri, Xabier Morrás, Pedro Osés o Juan José Aquerreta. El escultor Rafael Huerta lo presentaba en 1994 así:

José María Ascunce era un hombre de la cuenca, de los de mirada y gesto, de los que te observan y siempre crees que no te dice todo lo que piensa, pero no por conveniencia; sencillamente que no sienten la necesidad de comunicarse constantemente. Y digo aleccionador pues, en estos tiempos de descaro, en los que, por referirme solo a nuestro gremio del arte, la gente cacarea antes de poner el huevo, estamos hartos de ver encaramarse, o pretender hacer una exposición, a jóvenes que no saben siquiera mezclar los colores. La vida escrita de Ascunce, realizada con hondura y tiempo, sería una lección que debería hacer reflexionar a más de uno.
Rafael Huerta, Exposición antolólgica del Museo de Navarra, 1994

## Biografía
José María Ascunce nació en Beasáin el 14 de septiembre de 1923 en el seno de una familia de origen navarro. Su padre, Donato, natural de Huarte-Pamplona y residente en Astráin, trabajó como obrero fundidor. Su madre, Máxima, natural de Cizur Menor y residente en Astráin también, procedía de una familia humilde con escasos recursos. Cuando nació su familia se había traslado a Beasáin para trabajar en la fábrica de vagones más tarde conocida como CAF (Construcciones y Auxiliar de Ferrocarriles). Aquí nacieron sus dos hijos, José María y Rosario, y vivieron ambos su infancia.
Fueron sus «inquietudes artísticas que asomaron lo suficiente» la razón de peso que le llevó a comenzar sus estudios artísticos en la Escuela de Artes y Oficios de Beasáin. Durante la guerra civil, al cerrar la fábrica y por motivos económicos, sus padres deciden que se traslade a Astráin (Navarra), donde vivían sus abuelos maternos. Aunque los padres regresan a Beasáin tras la guerra, dejaron a José María en Navarra donde, entre 1942-1945, acude en Pamplona a clases de pintura en la academia de Javier Ciga Echandi.
En 1945 se traslada a Madrid becado por la Diputación Foral de Navarra, estudiando en la Escuela de Artes y Oficios de Madrid, en la calle La Palma, y en el Casón del Buen Retiro como preparación para su examen de ingreso en la Escuela de Bellas Artes de San Fernando. En 1946 ingresa en la Real Academia de Bellas Artes de San Fernando finalizando sus estudios en 1951. Al finalizar estos viaja a París donde permanece un breve tiempo.
Ascunce, además de pintor también fue maestro. En 1952, fija su residencia en Corella, donde junto al escultor Rafael Huerta, ejerce como profesor de modelado y vaciado en la Escuela de Artes y Oficios. En 1963 participa en Madrid en la exposición Tres pintores navarros, exposición conjunta con Jesús Lasterra y César Muñoz Sola. En 1965, obtiene plaza como docente de dibujo y pintura en la Escuela de Artes y Oficios de Pamplona, recién trasladada a su nueva sede y donde será nombrado director del centro. También será aquí donde, en colaboración con Salvador Beunza e Isabel Baquedano, formaría a los integrantes de la llamada por José María Moreno Galván, Escuela de Pamplona, aportando nuevos aires de modernidad a varias generaciones de artistas, como Pedro Salaberri, Xabier Morrás, Pedro Osés o Juan José Aquerreta. El historiador del Arte, Fco. Javier Zubiaur, yendo tan sólo un poco más allá, apunta que este grupo tenía en común a referentes a «Isabel Baquedano, como profesora de la escuela, y a Xabier Morrás, como principal animador desde la Sala de Cultura de la CAN». Sin ahondar en una definición considera que «se alineó dentro de un realismo nuevo crítico-social, como el de Genovés o Arroyo, que pretendió ser de testimonio, no de ruptura figurativa, sino antiacadémico: en palabras del crítico, que rompiese con un desangelado representativismo. Es decir, una pintura testimonial que pretendió denunciar los claroscuros de la transformación urbana de Pamplona con motivo de su expansión fabril e inmigración regional, con una ideología que Moreno Galván llamó paleosocialista y a la que no dudó en considerar vanguardia.»
A partir de 1967, se dedica casi en exclusiva a la realización de encargos particulares. En 1985, el Gobierno de Navarra le encarga el retrato de S.M. Don Juan Carlos I. En 1988 es nombrado miembro del Consejo Navarro de Cultura.

## Obra y estilo artístico
Para el historiador del Arte, José María Muruzábal del Solar, Ascunce es «considerado como uno de los grandes artistas navarros del siglo XX» que mostró un claro dominio del dibujo, «con trazo seguro y eficaz».
Según apunta otro historiador y crítico del Arte, Fco. Javier Zubiaur Carreño, su tema pictórico se centra principalmente en el paisaje navarro y, en menor medida, aborda el retrato y el bodegón. En este aspecto rehúye de «las pinturas histórica y costumbrista de su maestro Ciga.»
Para algunos críticos se aprecia en la década de 1950 «una manera recia de trazar dibujo y aplicar color a lo Ignacio Zuloaga y Gustavo de Maeztu, o el deseo de oponer tonos (sobre todo en sus cielos) a lo Greco, y de sentir la naturaleza para plasmarla al modo de la Escuela de Madrid: Benjamín Palencia, Godofredo Ortega Muñoz y, más propiamente, siguiendo el cromatismo equilibrado –no fauvista– de Francisco Arias en sus cuadros de tierras desnudas.»
También apunta Zubiaur Carreño que:  

«Rafael Huerta, buen amigo y compañero en la docencia, le relacionaba con Basiano en su deseo de pintar con espontaneidad la naturaleza, aunque esto habría que matizarlo. Ascunce observaba con franqueza la naturaleza, para llevarla directamente al lienzo en numerosos “apuntes” (como él los llamaba) al óleo, o bien para dibujarla y anotar colores y después trasladarla en el estudio al soporte definitivo, lienzo por lo general, aplicando el óleo con la espátula además de con el pincel, añadiéndole una emoción personal no supeditada estrictamente al modelo (esa es la tendencia poético-romántica que Marcos Molinero Cardenal reconocía en su paisajismo). Javier Viar le sitúa acertadamente entre los paisajistas, que yo llamo sustanciales, de la pintura navarra de su tiempo −Miguel Ángel Echauri y Jesús Lasterra− por ser tan temperamentales como él en el uso del pigmento.»
F. J. Zubiaur, junio 2023

El mismo Zubiaur enmarca dentro del que llama «paisajismo sustancial», además de Ascunce, a otros paisajistas como son Jesús Lasterra González de Orduña y a Florentino Fernández de Retana Martínez de Zabarte. Afirma que en los tres pintores el paisaje tiene unas características comunes:

«Representan ambientes rurales o agrestes, incluso rincones urbanos, que no han sufrido ninguna alteración por el paso de los años. Sienten por ellos una suerte de nostalgia romántica que les une a ese medio de forma espiritual. En ellos se palpa la soledad, aunque no están deshumanizados, pues las casas se imaginan habitadas. Se les ha querido dar el carácter, la esencia y hasta el sabor de la tierra. De suyo estos paisajes son «terrosos» por la abundante pasta de color que en ellos se emplea. Las formas -edificios o montes- están construidas con un dibujo vigoroso, son de composición armoniosa y de luces contrastadas, con el fin de dar una expresión severa de la realidad, temperamental y sincera.»
 Fco. Javier Zubiaur, 1996

## Premios
A lo largo de su trayectoria artística recibió numerosos premios. Durante su etapa como estudiante en San Fernando, recibió los siguientes premios:
- Fundación Carmen del Río de pintura;
- Premio en la asignatura de dibujo al natural;
- Pensionado de El Paular;
- Pensionado de Santillana del Mar.

Posteriormente y durante toda su carrera fue distinguido con estos premios:
- En 1958, Primer Premio ex aequo de Pintura del Ayuntamiento de San Sebastián.
- id., Primer Premio de Pintura en el Concurso-Exposición de Pintura, Dibujo y Artesanía de la Delegación Provincial de Sindicatos de Navarra.
- En 1959, Primer Premio de Pintura Ciudad de Pamplona.
- En 1962, la Diputación Foral de Guipúzcoa le concede el Premio Corporaciones.
- En 1972 el Ayuntamiento de Pamplona el Primer Premio en el I Concurso de Pintura Ciudad de Pamplona.

Fue seleccionado para las Exposiciones Nacionales de Bellas Artes de 1957, 1960, 1962 y 1964.

## Museos y exposiciones
- Colección Sarasíbar, Ansoáin (Navarra).
- Diputación Regional de Cantabria, Santander.
- Ayuntamiento de San Sebastián.
- Fundación Arrese, Corella (Navarra).
- Fundación Santillana, Santillana del Mar (Cantabria).
- Diputación Foral de Guipúzcoa, San Sebastián.
- Ayuntamiento de Pamplona.
- Museo de Navarra, Pamplona.
- Museo de Santillana del Mar, Cantabria.
- Museo San Telmo, San Sebastián.
- Gobierno de Navarra, Pamplona
- Real Academia de Bellas Artes de San Fernando, Madrid.